# Les Juifs, le Monde et l'Argent
Les Juifs, le Monde et l'Argent, sous-titré, Histoire économique du peuple juif, est un ouvrage de Jacques Attali.

## Histoire
Il a été édité chez Fayard en 2002 et ré-édité en Livre de poche  (ISBN 978-2-253-15580-5).

## Résumé
Le livre est construit en cinq parties : Genèse, Exode, Lévitique, Nombres et Deutéronome, reprenant celles du Pentateuque. L'auteur commente ces livres de l'Ancien Testament pour en dégager les leçons d'économie politique que les mythes cachent.
Si l'auteur juge le thème sulfureux et son livre « source de mille malentendus », il estime qu'il est utile aux hommes d'aujourd'hui de comprendre comment le peuple juif s'est trouvé en situation de fonder l'éthique du capitalisme.
La thèse du livre reprend en bonne partie celle du sociologue allemand Werner Sombart dans Les Juifs et la vie économique, publié en 1911.